# Adolfo Lima
Adolfo Lima (Melo, 24. srpnja 1990.) urugvajski je nogometaš koji igra za nogometni klub Al-Wehda iz Saudijske Arabije na mjestu napadača.

## Vanjske poveznice
- Adolfo Lima - BDFA (šp.)
- Adolfo Lima - Soccerway (šp.)